# Die Meistersinger von Nürnberg
- Este artigo foi inicialmente traduzido, total ou parcialmente, do artigo da Wikipédia em inglês cujo título é «Die Meistersinger von Nürnberg».

Die Meistersinger von Nürnberg (alemão: [diː ˈmaɪstɐˌzɪŋɐ fɔn ˈnʏʁnbɛːɐk]; "Os Mestres Cantores de Nuremberg"), WWV 96, é um drama musical, ou ópera, em três atos, de Richard Wagner. É a ópera mais longa comumente apresentada, durando quase quatro horas e meia, sem contar dois intervalos entre os atos, e tradicionalmente não é cortada. Com Hans von Bülow na regência, foi apresentada pela primeira vez em 21 de junho de 1868 no Teatro Nacional de Munique, hoje sede da Ópera Estatal da Baviera.
A história se passa em Nuremberg, em meados do século XVI. Na época, Nuremberg era uma cidade imperial livre e um dos centros do Renascimento no norte da Europa. A trama gira em torno da guilda dos Meistersinger (Mestres Cantores) da cidade, uma associação de poetas e músicos amadores que eram, em sua maioria, mestres artesãos de diferentes ofícios. Os mestres cantores desenvolveram uma abordagem artesanal para a criação musical, com um sistema complexo de regras para compor e interpretar canções. A obra adquire grande parte de sua atmosfera a partir da representação da Nuremberg da época e das tradições da guilda dos mestres cantores. Um dos personagens principais, o sapateiro-poeta Hans Sachs, é baseado em uma figura histórica, Hans Sachs (1494–1576), o mais famoso dos mestres cantores.
Die Meistersinger von Nürnberg ocupa um lugar único na obra de Wagner. É a única comédia entre suas óperas maduras (ele havia rejeitado sua primeira obra Das Liebesverbot) e também é incomum entre suas criações por se passar em um período e local historicamente bem definidos, em vez de um cenário mítico ou lendário. É a única ópera madura de Wagner baseada em uma história totalmente original e na qual não há elementos sobrenaturais ou mágicos. A obra incorpora muitas convenções operísticas que Wagner criticou em seus ensaios sobre teoria da ópera: versos rimados, árias, coros, um quinteto e até mesmo um balé.
O manuscrito autógrafo da ópera está preservado no Germanisches Nationalmuseum.

## História da composição
A autobiografia de Wagner, Mein Leben (Minha Vida), descreve a gênese de Die Meistersinger. Enquanto tomava as águas em Marienbad, em 1845, ele começou a ler Geschichte der deutschen Dichtung (História da Poesia Alemã), de Georg Gottfried Gervinus. Esta obra incluía capítulos sobre o meistersang e sobre Hans Sachs.
"Eu havia formado uma imagem particularmente vívida de Hans Sachs e dos mestres cantores de Nuremberg. Fiquei especialmente intrigado com a instituição do Marker e sua função de avaliar os meistersongs... Durante uma caminhada, concebi uma cena cômica em que o popular poeta-artesão, martelando seu torno de sapateiro, dá ao Marker, que é obrigado pelas circunstâncias a cantar em sua presença, uma lição por suas anteriores falhas pedantes nos concursos oficiais de canto, retribuindo-lhe na mesma moeda."
O livro de Gervinus também menciona um poema do verdadeiro Hans Sachs sobre o reformador protestante Martinho Lutero, intitulado Die Wittenbergisch Nachtigall (O Rouxinol de Wittenberg). Os versos iniciais desse poema, que tratam da Reforma, foram posteriormente usados por Wagner no Ato III, Cena 5, quando a multidão aclama Sachs:
"Wacht auf, es nahet gen den Tag;
ich hör' singen im grünen Hag

ein wonnigliche Nachtigall."
(Acordai, a aurora se aproxima;
ouço cantar no bosque verdejante
um bem-aventurado rouxinol.)
Além disso, Wagner acrescentou uma cena inspirada em sua própria vida, na qual um caso de identidade equivocada quase levou a um tumulto — situação que serviria de base para o final do Ato II.
"Dessa situação surgiu um alvoroço, que, através dos gritos e clamores e de um inexplicável aumento no número de participantes na luta, logo assumiu um caráter verdadeiramente demoníaco. Parecia-me que toda a cidade iria explodir em um motim... Então, de repente, ouvi um forte estrondo e, como por magia, toda a multidão se dispersou em todas as direções... Um dos frequentadores habituais havia derrubado um dos desordeiros mais barulhentos... E foi o efeito disso que fez com que todos fugissem tão repentinamente."
Esse primeiro rascunho da história foi datado como "Marienbad, 16 de julho de 1845". Wagner posteriormente declarou, em Eine Mitteilung an meine Freunde (Uma Comunicação aos Meus Amigos, 1851), que Meistersinger deveria ser uma ópera cômica que viria após uma ópera trágica, ou seja, Tannhäuser. Assim como os atenienses seguiam uma tragédia com uma peça cômica satírica, Wagner seguiria Tannhäuser com Meistersinger — o elo entre ambas sendo o fato de que ambas incluem concursos de canto.

### Influência de Schopenhauer
Em 1854, Wagner leu Schopenhauer pela primeira vez e ficou impressionado com as teorias do filósofo sobre estética. Nesta filosofia, a arte é um meio de escapar dos sofrimentos do mundo, e a música é a mais elevada das artes, pois é a única que não está envolvida na representação do mundo (ou seja, é abstrata). É por essa razão que a música pode comunicar emoção sem a necessidade de palavras. Em seu ensaio anterior Oper und Drama (Ópera e Drama) (1850–51), Wagner havia ridicularizado os elementos tradicionais da construção operística: árias, coros, duetos, trios, recitativos, etc. Como resultado da leitura das ideias de Schopenhauer sobre o papel da música, Wagner reavaliou sua concepção de ópera e incluiu muitos desses elementos em Die Meistersinger.

Embora Die Meistersinger seja uma comédia, também esclarece as ideias de Wagner sobre o papel da música na sociedade, sobre a renúncia ao Wille (Vontade) e sobre o consolo que a música pode trazer em um mundo repleto de Wahn (ilusão, loucura, autoengano). É Wahn que provoca o tumulto no Ato II — uma sequência de eventos que surge de um caso de identidade equivocada, que pode ser visto como uma forma de autoengano. Comentaristas observaram que, em seu famoso monólogo do Ato III, Wahn, Wahn, überall Wahn (Loucura! Loucura! Em toda parte loucura!), Sachs parafraseia a descrição de Schopenhauer sobre como Wahn leva uma pessoa a agir de maneira autodestrutiva:
in Flucht geschlagen, wähnt er zu jagen; hört nicht sein eigen Schmerzgekreisch,
wenn er sich wühlt ins eig'ne Fleisch, wähnt Lust sich zu erzeigen!
(Fugindo em desespero, ele imagina estar caçando, e não ouve seu próprio grito de dor:
quando dilacera sua própria carne, imagina estar sentindo prazer!)
Após concluir Tristan und Isolde, Wagner retomou o trabalho em Die Meistersinger em 1861 com uma visão filosófica bastante diferente da que tinha ao elaborar seu primeiro rascunho. O personagem de Hans Sachs tornou-se um dos mais schopenhauerianos entre as criações de Wagner. A estudiosa de Wagner Lucy Beckett[8] observou a notável semelhança entre o Sachs de Wagner e a descrição do homem nobre feita por Schopenhauer:
"Sempre imaginamos que um caráter verdadeiramente nobre possui um certo traço de tristeza silenciosa... Trata-se de uma consciência resultante do conhecimento da vaidade de todas as realizações e do sofrimento de toda a vida, não apenas da própria." 

(Schopenhauer: O Mundo como Vontade e Representação)
A outra manifestação distintiva do caráter de Sachs — sua tranquila renúncia à possibilidade de se tornar pretendente ao amor de Eva — também é profundamente schopenhaueriana. Aqui, Sachs nega a Vontade em sua forma supostamente mais insistente, a do amor sexual. Wagner destaca esse momento com uma referência musical e textual direta a Tristan und Isolde:
Mein Kind, von Tristan und Isolde kenn' ich ein traurig Stück. Hans Sachs war klug und wollte nichts von Herrn Markes Glück.
(Minha criança, conheço uma triste história de Tristan e Isolde. Hans Sachs foi sábio e não quis nada da sorte do rei Marke.)

## Conclusão e estreia
Tendo completado o libreto, Wagner começou a escrever o texto enquanto vivia em Paris, em 1862, e, em seguida, compôs a abertura. A abertura foi executada publicamente em Leipzig, em 2 de novembro de 1862, sob a regência do próprio compositor. A composição do Ato I foi iniciada na primavera de 1863, no subúrbio vienense de Penzing, mas a ópera como um todo só foi concluída em outubro de 1867, quando Wagner vivia em Tribschen, perto de Lucerna. Esses anos foram alguns dos mais difíceis para Wagner: a produção de Tannhäuser em Paris, em 1861, foi um fiasco, ele perdeu a esperança de concluir Der Ring des Nibelungen, a produção de Tristan und Isolde em Viena, em 1864, foi cancelada após 77 ensaios, e, por fim, em 1866, sua primeira esposa, Minna, faleceu. Cosima Wagner escreveria mais tarde:
"Quando as gerações futuras buscarem alívio nesta obra única, que possam lembrar das lágrimas das quais surgiram os sorrisos."
A estreia ocorreu no Königliches Hof- und National-Theater, em Munique, em 21 de junho de 1868. A produção foi patrocinada por Ludwig II da Baviera, e a regência ficou a cargo de Hans von Bülow. Franz Strauss, pai do compositor Richard Strauss, tocou trompa na estreia, apesar de sua frequente aversão declarada a Wagner. Wagner esteve presente em muitos dos ensaios, mas suas frequentes interrupções e digressões tornaram os ensaios demorados e cansativos. Após um ensaio de cinco horas, Franz Strauss liderou uma greve da orquestra, alegando que não conseguiria tocar mais.
Apesar dessas dificuldades, a estreia foi um triunfo, e a ópera foi aclamada como uma das mais bem-sucedidas de Wagner. No final da primeira apresentação, o público chamou pelo compositor, que apareceu à frente do camarote real, onde estava sentado ao lado do rei Ludwig. Wagner saudou a plateia com uma reverência, quebrando o protocolo da corte, que determinava que apenas o monarca poderia se dirigir ao público a partir do camarote.

## Elenco
| Personagem | Tipo de Voz    | Elenco da Estreia (21 de junho de 1868) |
| --- | -------------- | --------------------------------------- |
| Regente: |                | Hans von Bülow                          |
| Eva, filha de Pogner                                                                                                | soprano        | Mathilde Mallinger                      |
| David, aprendiz de Sachs                                                                                            | tenor          | Max Schlosser                           |
| Walther von Stolzing, jovem cavaleiro da Francônia                                                                  | tenor          | Franz Nachbaur                          |
| Sixtus Beckmesser, escrivão da cidade, mestre-cantor                                                                | barítono       | Gustav Hölzel                           |
| Hans Sachs, sapateiro, mestre-cantor                                                                                | baixo-barítono | Franz Betz                              |
| Veit Pogner, ourives, mestre-cantor                                                                                 | baixo          | Kaspar Bausewein                        |
| Papéis secundários:                                                                                                 |                |                                         |
| Magdalena, ama de Eva                                                                                               | soprano        | Sophie Dietz                            |
| Kunz Vogelgesang, peleiro, mestre-cantor                                                                            | tenor          | Karl Samuel Heinrich                    |
| Balthasar Zorn, funileiro, mestre-cantor                                                                            | tenor          | Bartholomäus Weixlstorfer               |
| Augustin Moser, alfaiate, mestre-cantor                                                                             | tenor          | Michael Pöppl                           |
| Ulrich Eisslinger, merceeiro, mestre-cantor                                                                         | tenor          | Eduard Hoppe                            |
| Fritz Kothner, padeiro, mestre-cantor                                                                               | barítono       | Karl Fischer                            |
| Nachtwächter (Vigilante Noturno)                                                                                    | baixo          | Ferdinand Lang                          |
| Konrad Nachtigall, latoeiro, mestre-cantor                                                                          | baixo          | Eduard Sigl                             |
| Hermann Ortel, saboeiro, mestre-cantor                                                                              | baixo          | Franz Thoms                             |
| Hans Foltz, caldeireiro, mestre-cantor                                                                              | baixo          | Ludwig Hayn                             |
| Hans Schwarz, tecelão de meias, mestre-cantor                                                                       | baixo          | Leopold Grasser                         |
| Coro: Cidadãos de todas as corporações e suas esposas, oficiais, aprendizes, jovens mulheres e o povo de Nuremberg. |                |                                         |

## Instrumentos
Die Meistersinger von Nürnberg é orquestrada para os seguintes instrumentos:
- Madeiras: piccolo, 2 flautas, 2 oboés, 2 clarinetes, 2 fagotes
- Metais: 4 trompas, 3 trompetes, 3 trombones, tuba
- Percussão: tímpanos, bombo, pratos, triângulo, glockenspiel
- Cordas: harpa, primeiros e segundos violinos, violas, violoncelos e contrabaixos

Além disso, há instrumentos tocados no palco, incluindo mais trompetes e trompas, stierhorn, alaúde, tambores militares e órgão (Ato I).

## Sinopse
Nuremberg, em meados do século XVI

### Ato 1

#### Prelúdio

##### Cena 1
Interior da Katharinenkirche (Igreja de Santa Catarina), em Nuremberg, Véspera de São João ou Noite de Solstício de Verão, 23 de junho
Após o prelúdio, um serviço religioso chega ao fim com a canção Da zu dir der Heiland kam (Quando o Salvador veio a ti), uma impressionante imitação de um coral luterano. Walther von Stolzing, um jovem cavaleiro da Francônia, dirige-se a Eva Pogner, a quem conheceu anteriormente, e pergunta se ela está prometida a alguém. Eva e Walther se apaixonaram à primeira vista, mas ela lhe informa que seu pai, o ourives e mestre-cantor Veit Pogner, decidiu conceder sua mão em casamento ao vencedor do concurso de canto da guilda no Dia de São João (Dia do Solstício de Verão), que acontecerá no dia seguinte. A criada de Eva, Magdalena, pede a David, aprendiz de Hans Sachs, que explique a Walther a arte dos mestres cantores. A esperança é que Walther consiga se qualificar como mestre-cantor durante a reunião da guilda, que tradicionalmente ocorre na igreja após a missa, garantindo assim um lugar no concurso de canto, apesar de sua total ignorância sobre as regras e convenções da guilda.

##### Cena 2
Enquanto os outros aprendizes preparam a igreja para a reunião, David avisa Walther que tornar-se mestre-cantor não é fácil, exigindo muitos anos de aprendizado e prática. Ele então apresenta uma explicação confusa sobre as regras dos mestres para compor e interpretar canções. (Muitas das melodias que ele descreve são baseadas em melodias reais da época.) Walther, perplexo com as regras complicadas, decide tentar mesmo assim.

##### Cena 3
Os mestres-cantores começam a chegar à igreja, entre eles Veit Pogner, pai de Eva, e o escrivão da cidade, Beckmesser. Beckmesser, um cantor técnico e meticuloso que esperava vencer o concurso sem oposição, fica perturbado ao ver que Walther é convidado de Pogner e pretende participar da competição. Enquanto isso, Pogner apresenta Walther aos demais mestres conforme eles chegam. Fritz Kothner, o padeiro e presidente da reunião, faz a chamada dos membros. Pogner, então, anuncia sua oferta de conceder a mão de sua filha ao vencedor do concurso. Hans Sachs intervém e argumenta que Eva deveria ter o direito de opinar sobre seu futuro marido. Pogner concede que Eva pode recusar o vencedor, mas insiste que ela deve se casar com um mestre-cantor. Sachs sugere que o povo da cidade, e não apenas os mestres, deveria julgar o concurso, mas sua ideia é rejeitada.
Pogner apresenta formalmente Walther como candidato à guilda. Questionado por Kothner sobre sua formação, Walther responde que aprendeu poesia com Walther von der Vogelweide, cujas obras estudou em sua biblioteca na Francônia, e que sua escola de música foi a própria natureza, aprendendo com os pássaros. Relutantes, os mestres aceitam testá-lo, desde que ele componha e execute uma canção própria no estilo dos mestres. Ele escolhe o amor como tema e é julgado por Beckmesser, o "Marcador" da guilda para assuntos mundanos.
Ao sinal para começar (Fanget an!), Walther inicia sua inovadora e livre composição (So rief der Lenz in den Wald), desconsiderando todas as regras da guilda. Seu canto é constantemente interrompido pelo som do giz de Beckmesser, que, de forma maliciosa, anota cada infração em sua lousa. Quando o quadro está completamente coberto de símbolos representando erros, Beckmesser interrompe a apresentação, alegando que não há razão para continuar. Sachs tenta convencer os mestres a permitir que Walther prossiga, mas Beckmesser, em tom sarcástico, manda Sachs parar de interferir e terminar logo os sapatos que ele encomendou, pois já estão atrasados. No meio da confusão e do debate acalorado, Walther consegue terminar sua canção, mas os mestres rejeitam sua candidatura, e ele sai apressado da igreja.

### Ato 2
Cenário: Anoitecer. Na esquina das casas de Pogner e Sachs. Há uma tília (também chamada de "lime-tree" ou "basswood") diante da casa de Pogner e uma árvore lilás ("Fliederbaum" ou syringa) em frente à casa de Sachs. Os aprendizes estão fechando as janelas.

#### Cena 1
Os aprendizes cantam alegremente sobre o Dia de São João (Johannistag!), também conhecido como o Dia do Solstício de Verão, e sobre as guirlandas de flores e fitas que o acompanham. David conta a Magdalena sobre o fracasso de Walther. Desapontada, ela vai embora sem entregar a comida que havia trazido para David. Isso provoca a zombaria dos outros aprendizes, e David se enfurece, pronto para revidar, mas Sachs chega e arrasta seu aprendiz para dentro da oficina.

#### Cena 2
Pogner chega acompanhado de Eva. Eles conversam de maneira indireta: Eva hesita em perguntar sobre o resultado da candidatura de Walther, enquanto Pogner tem dúvidas privadas sobre se foi sábio oferecer a mão de sua filha como prêmio no concurso de canto. Quando entram em casa, Magdalena aparece e conta a Eva os rumores sobre o fracasso de Walther. Determinada a saber a verdade, Eva decide perguntar a Sachs.

#### Cena 3
Ao anoitecer, Hans Sachs senta-se diante de sua casa para trabalhar em um novo par de sapatos para Beckmesser. Enquanto trabalha, reflete sobre a canção de Walther, que lhe causou uma forte impressão (Was duftet doch der Flieder, conhecido como o "Monólogo do Lilás").

#### Cena 4
Eva se aproxima de Sachs e pergunta sobre o concurso do dia seguinte. Ela demonstra pouca animação ao falar de Beckmesser, aparentemente o único candidato elegível. De maneira sugestiva, insinua que não se importaria se Sachs, um viúvo, vencesse a competição. Tocado, Sachs, no entanto, rejeita a ideia, dizendo que seria velho demais para ela.
Com mais provocações, Eva faz Sachs contar como Walther foi rejeitado na reunião da guilda. Revoltada, Eva sai furiosa, confirmando a suspeita de Sachs de que ela está apaixonada por Walther. Antes de partir, Eva é interceptada por Magdalena, que lhe avisa que Beckmesser está vindo para serenatá-la. Eva, determinada a procurar Walther, ordena que Magdalena se passe por ela e apareça à janela.

#### Cena 5
Eva está prestes a sair quando Walther aparece. Ele conta que foi rejeitado pelos mestres-cantores, e os dois se preparam para fugir juntos. No entanto, Sachs ouve seus planos. À medida que tentam passar despercebidos, ele ilumina a rua com sua lanterna, forçando-os a se esconderem na sombra da casa de Pogner. Walther decide confrontar Sachs, mas é interrompido pela chegada de Beckmesser.

#### Cena 6
Enquanto Eva e Walther se escondem ainda mais nas sombras, Beckmesser começa sua serenata. Sachs o interrompe, entoando uma vigorosa canção de sapateiro e martelando as solas dos sapatos inacabados. Irritado, Beckmesser exige que ele pare, mas Sachs responde que precisa terminar o trabalho, especialmente porque Beckmesser havia reclamado publicamente do atraso (no Ato 1).
Sachs propõe um acordo: ele permitirá que Beckmesser cante, mas atuará como seu "marcador", batendo com o martelo cada vez que Beckmesser cometer um erro musical ou poético. Beckmesser, que já avistou uma figura à janela (Magdalena disfarçada de Eva), aceita rapidamente. Ele então começa sua serenata, mas comete tantos erros – colocando os acentos nas sílabas erradas – que, ao final, Sachs já terminou os sapatos apenas com as marteladas.
David acorda e vê Beckmesser serenatando o que acredita ser Magdalena. Tomado pelo ciúme, ataca Beckmesser, iniciando uma grande confusão. Os aprendizes se juntam à briga, e a cena degenera em um tumulto generalizado. No meio da confusão, Walther tenta fugir com Eva, mas Sachs empurra Eva para dentro de casa e arrasta Walther para sua oficina.
O caos cessa tão repentinamente quanto começou. Uma figura solitária atravessa a rua – o vigia noturno (Nachtwächter), chamando as horas da noite.

### Ato 3
Abertura, uma introdução orquestral meditativa usando músicas de dois episódios chave que serão ouvidos no ato 3: o monólogo de Sachs na cena 1, "Wahn! Wahn!" e o "Cinzento Rouxinol de Wittenberg", quase como um coral, cantado pelos moradores para saudar Sachs na cena 5.

#### Cena 1: Oficina de Sachs
Com a aurora, Sachs lê um grande livro. Perdido em seus pensamentos, ele não responde quando David volta de entregar os sapatos de Beckmesser. David finalmente consegue atrair a atenção de seu mestre, e eles discutem sobre as festividades que se aproximam – é o Dia de São João, o dia do santo nome de Hans Sachs. David recita seus versos para Sachs e sai para se preparar para o festival. Só, Sachs pondera sobre o tumulto da noite anterior. "Loucura! Loucura! Loucura por toda parte!" (Wahn! Wahn! Überall Wahn!) Sua tentativa de evitar uma fuga romântica terminou em violência chocante. No entanto, ele está resoluto em fazer a loucura funcionar para ele hoje.

#### Cena 2
Sachs dá a Walther uma lição interativa sobre a história e a filosofia da música e do mestres-canto, e o ensina a moderar seu canto de acordo com o espírito (se não a letra estrita) das regras dos mestres. Walther demonstra sua compreensão compondo duas seções de uma nova Canção do Prêmio em um estilo mais aceitável do que seu esforço anterior no Ato I. Sachs escreve as novas estrofes enquanto Walther as canta. Uma seção final ainda precisa ser composta, mas Walther adia a tarefa. Os dois homens saem da sala para se vestir para o festival.

#### Cena 3
Beckmesser, ainda machucado pela surra da noite anterior, entra na oficina. Ele vê as estrofes da Canção do Prêmio, escritas com a caligrafia de Sachs, e infere (erroneamente) que Sachs está secretamente planejando entrar no concurso pela mão de Eva. O sapateiro retorna à sala e Beckmesser o confronta com as estrofes, perguntando se ele as escreveu. Sachs confirma que a caligrafia é sua, mas não esclarece que ele não era o autor, mas apenas o escriba. No entanto, ele segue dizendo que não tem intenção de cortejar Eva ou de entrar no concurso, e apresenta o manuscrito a Beckmesser como um presente. Ele promete nunca reivindicar a canção como sua e avisa Beckmesser que é uma canção muito difícil de interpretar e cantar. Beckmesser, sua confiança restaurada pela perspectiva de usar versos escritos pelo famoso Hans Sachs, ignora o aviso e corre para se preparar para o concurso de canção. Sachs sorri com a tolice de Beckmesser, mas expressa esperança de que ele aprenda a ser melhor no futuro.

#### Cena 4
Eva chega à oficina. Ela está procurando Walther, mas finge ter reclamações sobre um sapato que Sachs fez para ela. Sachs percebe que o sapato está perfeitamente ajustado, mas finge começar a alterar a costura. Enquanto trabalha, ele conta a Eva que acabou de ouvir uma bela canção, faltando apenas o final. Eva grita quando Walther entra na sala, maravilhosamente vestido para o festival, e canta a terceira e última seção da Canção do Prêmio. O casal está completamente grato a Sachs, e Eva pede desculpas a ele por ter manipulado seus sentimentos. O sapateiro os afasta com queixas brincalhonas sobre sua sorte como sapateiro, poeta e viúvo. Finalmente, no entanto, ele admite a Eva que, apesar de seus sentimentos por ela, está resolvido a evitar o destino de King Marke (uma referência ao tema de outra ópera de Wagner, Tristão e Isolda, em que um homem mais velho tenta se casar com uma mulher muito mais jovem), conferindo assim sua bênção aos amantes. David e Magdalena aparecem. Sachs anuncia ao grupo que uma nova canção de mestre nasceu, que, seguindo as regras dos mestres-cantores, será batizada. Como um aprendiz não pode servir como testemunha para o batismo, ele promove David ao posto de jornaleiro com a tradicional palmada na orelha (e assim "promove" também David como noivo e Magdalena como noiva). Ele então batiza a Canção do Prêmio como a Canção do Sonho da Manhã (Selige Morgentraumdeut-Weise). Após celebrarem sua boa sorte com um quinteto (Selig, wie die Sonne meines Glückes lacht) – musicalmente culminando nas primeiras quatro cenas do Ato 3 – o grupo parte para o festival.

#### Cena 5
Quase um ato por si só, essa cena ocupa cerca de 45 minutos das duas horas do Ato 3 e é separada das quatro cenas anteriores por Verwandlungsmusik, um interlúdio transformador. Campo à beira do Rio Pegnitz. É a Festa de São João.
Diversas guildas entram se vangloriando de suas contribuições para o sucesso de Nuremberg; Wagner descreve três delas: os Sapateiros, cujo coro Sankt Krispin, lobet ihn! usa o grito característico streck! streck! streck!; os Alfaiates, que cantam o coro Als Nürnberg belagert war com o grito de cabra meck! meck! meck!; e os Padeiros, que interrompem os alfaiates com Hungersnot! Hungersnot!, ou Fome, Fome!, e seu beck! beck! beck!, ou asse, asse, asse!
Isso leva para o Tanz der Lehrbuben (Dança dos Aprendizes). Os próprios mestres-cantores então chegam grandemente: a Procissão dos Mestres. A multidão canta as louvações a Hans Sachs, o mais amado e famoso dos mestres-cantores; aqui Wagner fornece um coro emocionante, Wach' auf, es nahet gen den Tag, usando palavras escritas pelo próprio Sachs histórico, em uma configuração coral de quatro partes, relacionando-o ao "Rouxinol de Wittenberg" (uma metáfora para Martim Lutero).
O concurso do prêmio começa. Beckmesser tenta cantar as estrofes que obteve de Sachs. No entanto, ele embaralha as palavras (Morgen ich leuchte) e falha em ajustá-las a uma melodia apropriada, cantando tão desajeitadamente que a multidão ri dele. Antes de sair furioso, ele grita que a canção nem mesmo é dele: Hans Sachs o enganou para cantá-la. A multidão fica confusa. Como o grande Hans Sachs poderia ter escrito uma canção tão ruim? Sachs diz a eles que a canção não é dele e também que, na verdade, é uma canção linda que os mestres irão amar quando a ouvirem cantar corretamente. Para provar isso, ele chama uma testemunha: Walther. O povo, tão curioso sobre a canção (corretamente escrita como Morgenlich leuchtend im rosigen Schein), permite que Walther a cante, e todos se rendem apesar de sua novidade.
Eles declaram Walther o vencedor, e os mestres-cantores querem fazê-lo membro de sua guilda imediatamente. Inicialmente, Walther é tentado a rejeitar a oferta, mas Sachs intervém mais uma vez e explica que a arte, mesmo a arte revolucionária e contrária como a de Walther, só pode existir dentro de uma tradição cultural, tradição essa que a arte sustenta e melhora. Walther é convencido; ele concorda em se juntar. Pogner coloca a medalha simbólica de mestre ao redor de seu pescoço, Eva pega sua mão, e o povo canta mais uma vez as louvações a Hans Sachs, o amado mestre-cantor de Nuremberg.

## Recepção
Die Meistersinger foi recebida com entusiasmo em sua estreia em 1868, sendo considerada a obra mais imediatamente atraente de Wagner. Eduard Hanslick escreveu no Die Neue Freie Presse após a estreia: "Cenas deslumbrantes de cor e esplendor, conjuntos cheios de vida e caráter se desenrolam diante dos olhos do espectador, mal permitindo-lhe o tempo para ponderar quanto e quanto pouco desses efeitos têm origem musical."
Em um ano após a estreia, a ópera foi apresentada em toda a Alemanha, em Dresden, Dessau, Karlsruhe, Mannheim, Weimar, Hanôver, e em Viena, com Berlim seguindo em 1870. Foi uma das óperas mais populares e proeminentes da Alemanha durante a Unificação da Alemanha em 1871, e apesar do aviso geral da ópera contra o egoísmo cultural, Die Meistersinger se tornou um símbolo potente da arte patriótica alemã. O aviso final de Hans Sachs no final do Ato III sobre a necessidade de preservar a arte alemã contra ameaças externas foi um ponto de união para o nacionalismo alemão, particularmente durante a Guerra Franco-Prussiana.
Die Meistersinger logo foi apresentada fora da Alemanha também, espalhando-se por toda a Europa e pelo mundo:
- Boêmia: 26 de abril de 1871, Praga
- Letônia: 4 de janeiro de 1872, Riga
- Dinamarca: 23 de março de 1872, Copenhague (em dinamarquês)
- Países Baixos: 12 de março de 1879, Rotterdam
- Reino Unido: 30 de maio de 1882, Londres, Drury Lane Theatre sob Hans Richter.
- Hungria: 8 de setembro de 1883, Budapeste (em húngaro)
- Suíça: 20 de fevereiro de 1885, Basileia
- Bélgica: 7 de março de 1885, Bruxelas (em francês)
- Estados Unidos: 4 de janeiro de 1886, Nova York, Metropolitan Opera House sob Anton Seidl.
- Suécia: 2 de abril de 1887, Estocolmo (em sueco)
- Itália: 26 de dezembro de 1889, Milão (em italiano)
- Espanha: 6 de março de 1894, Madri, sob Juan Goula (em italiano)
- Polônia: 3 de março de 1896, Poznań
- França: 30 de dezembro de 1896, Lyon (em francês), Opéra National de Lyon
- Rússia: 15 de março de 1898, São Petersburgo (em alemão)
- Argentina: 6 de agosto de 1898, Buenos Aires, Teatro de la Ópera
- Portugal: janeiro de 1902, Lisboa
- Brasil: 3 de agosto de 1905, Rio de Janeiro
- África do Sul: 1913, Joanesburgo
- Finlândia: 17 de novembro de 1921, Helsinque
- Mônaco: fevereiro de 1928, Monte Carlo
- Iugoslávia: 15 de junho de 1929, Zagreb
- Austrália: março de 1933, Melbourne
- Romênia: dezembro de 1934, Bucareste

Na reabertura do Festival de Bayreuth em 1924, após o fechamento durante a Primeira Guerra Mundial, Die Meistersinger foi apresentada. O público se levantou durante o discurso final de Hans Sachs e cantou Deutschland über Alles após o término da ópera.
Die Meistersinger foi frequentemente usada como parte da propaganda nazista. Em 21 de março de 1933, a fundação do Terceiro Reich foi celebrada com uma performance da ópera na presença de Adolf Hitler. A introdução do Ato III é tocada sobre imagens da antiga Nuremberg no início do filme Triumph of the Will (1935), de Leni Riefenstahl, que retrata o congresso do partido nazista de 1934. Durante a Segunda Guerra Mundial, Die Meistersinger foi a única ópera apresentada nos festivais de Bayreuth de 1943–1944.
A associação de Die Meistersinger com o nazismo levou a uma das produções mais controversas da obra. A primeira produção de Die Meistersinger em Bayreuth após a Segunda Guerra Mundial ocorreu em 1956, quando Wieland Wagner, neto do compositor, tentou distanciar a obra do nacionalismo alemão apresentando-a de maneira quase abstrata, removendo qualquer referência a Nuremberg do cenário. A produção foi apelidada de Die Meistersinger ohne Nürnberg (Os Mestres Cantores sem Nuremberg).

## Críticas a Beckmesser como possível estereótipo antisssemita
Beckmesser tem sido amplamente criticado como um estereótipo antisssemita, desde que essa ideia foi levantada por Theodor Adorno. O estudioso de Wagner, Barry Millington, avançou com a teoria de que Beckmesser representa um estereótipo judaico, cuja humilhação nas mãos do ariano Walther seria uma representação em palco do antissemitismo de Wagner. Millington argumentou em seu artigo de 1991 "Nuremberg Trial: Is There Anti-Semitism in Die Meistersinger?" que os estereótipos antissemitas comuns na Alemanha do século XIX faziam parte do "tecido ideológico" de Die Meistersinger e que Beckmesser incorporava essas características antissemitas inconfundíveis. O artigo de Millington gerou um debate significativo entre os estudiosos de Wagner, incluindo Charles Rosen, Hans Rudolph Vaget, Paul Lawrence Rose e Karl A. Zaenker.
Em uma entrevista de 2009, Katharina Wagner, bisneta do compositor e co-diretora do Festival de Bayreuth, foi questionada sobre a possibilidade de Wagner ter se baseado em estereótipos judaicos em suas óperas. Sua resposta foi: "Com Beckmesser, ele provavelmente fez isso." Nike Wagner, outra bisneta do compositor, contende que Beckmesser é principalmente vítima do sadismo, "que é inseparável do síndrome que também produz o fascismo violento."
Os estudiosos Dieter Borchmeyer, Udo Bermbach e Hermann Danuser defendem a tese de que, com o personagem de Beckmesser, Wagner não tinha a intenção de aludir a estereótipos judaicos, mas sim de criticar o pedantismo (acadêmico) em geral. Eles apontam semelhanças com a figura de Malvolio na comédia Noite de Reis, de Shakespeare.
Embora a partitura peça que Beckmesser saia apressado após sua tentativa autodestrutiva de cantar a música de Walther, em algumas produções ele permanece e ouve a versão correta da música de Walther, e aperta a mão de Sachs após o monólogo final.
Uma visão relacionada sustenta que Beckmesser foi projetado para fazer uma paródia do renomado crítico Eduard Hanslick, que valorizava a música de Brahms e tinha uma visão negativa da música de Wagner. Sabe-se que o nome original do personagem Beckmesser era "Veit Hanslich", e que Wagner convidou Hanslick para a leitura inicial do libreto, embora não se saiba se o nome "Hanslich" ainda estava presente quando Hanslick ouviu a obra. Essa segunda interpretação de Beckmesser pode se alinhar com a interpretação antisssemita acima, já que Wagner atacou Hanslick em sua versão revisada do ensaio Judaísmo na Música, acusando-o de "origem judaica graciosamente disfarçada".